# Sociedade Padrão de Ensino Superior
O Centro Universitário FIPMOC e as Faculdades Integradas Padrão são Instituições de ensino superior localizadas em Montes Claros, norte de Minas Gerais e Guanambi no sudoeste da Bahia, são uma das mais importantes instituições de ensino superior do Norte de Minas, exercendo atividades de ensino, pesquisa e extensão universitária em todas as áreas do conhecimento. São Instituições privadas mantidas pela Sociedade Padrão de Ensino Superior, trazendo cursos importantes para a região, como Medicina e Direito.

## Unidades

### Em Montes Claros

#### Centro Universitário FIPMOC (UNIFIPMoc)

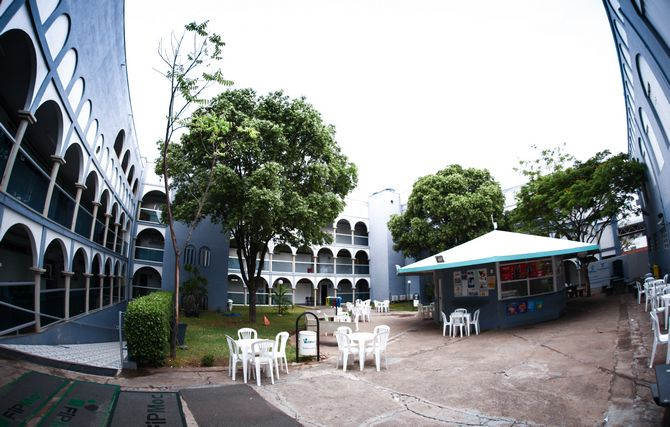
Pátio da UNIFIPMoc em Montes Claros.

No ano de 1999, o grupo Pitágoras, com sede em Belo Horizonte (MG) e detentor de várias instituições de ensino em todo o país, associou-se ao grupo Turano/Padrão, com experiência em educação básica, em Montes Claros - MG e, juntos, fundaram a Mantenedora - Faculdades Pitágoras de Montes Claros Ltda. Posteriormente, essas mantidas tornaram-se FACULDADES INTEGRADAS PITÁGORAS. No ano de 2008, a mantenedora mudou de nome, passando a denominar-se SOCIEDADE PADRÃO DE EDUCAÇÃO SUPERIOR LTDA. A IES - Faculdades Integradas Pitágoras – FIPMoc, mantida pela Sociedade Padrão de Educação Superior Ltda., situada na Avenida Profa. Aida Mainartina Paraíso, 80, bairro Ibituruna, Montes Claros, Minas Gerais, atuou como faculdades integradas durante vários anos. Passou à categoria de Centro Universitário credenciado pela Portaria MEC nº 1.353, de 17/12/2018.

### Em Guanambi

#### Faculdades Integradas Padrão (FIPGuanambi)

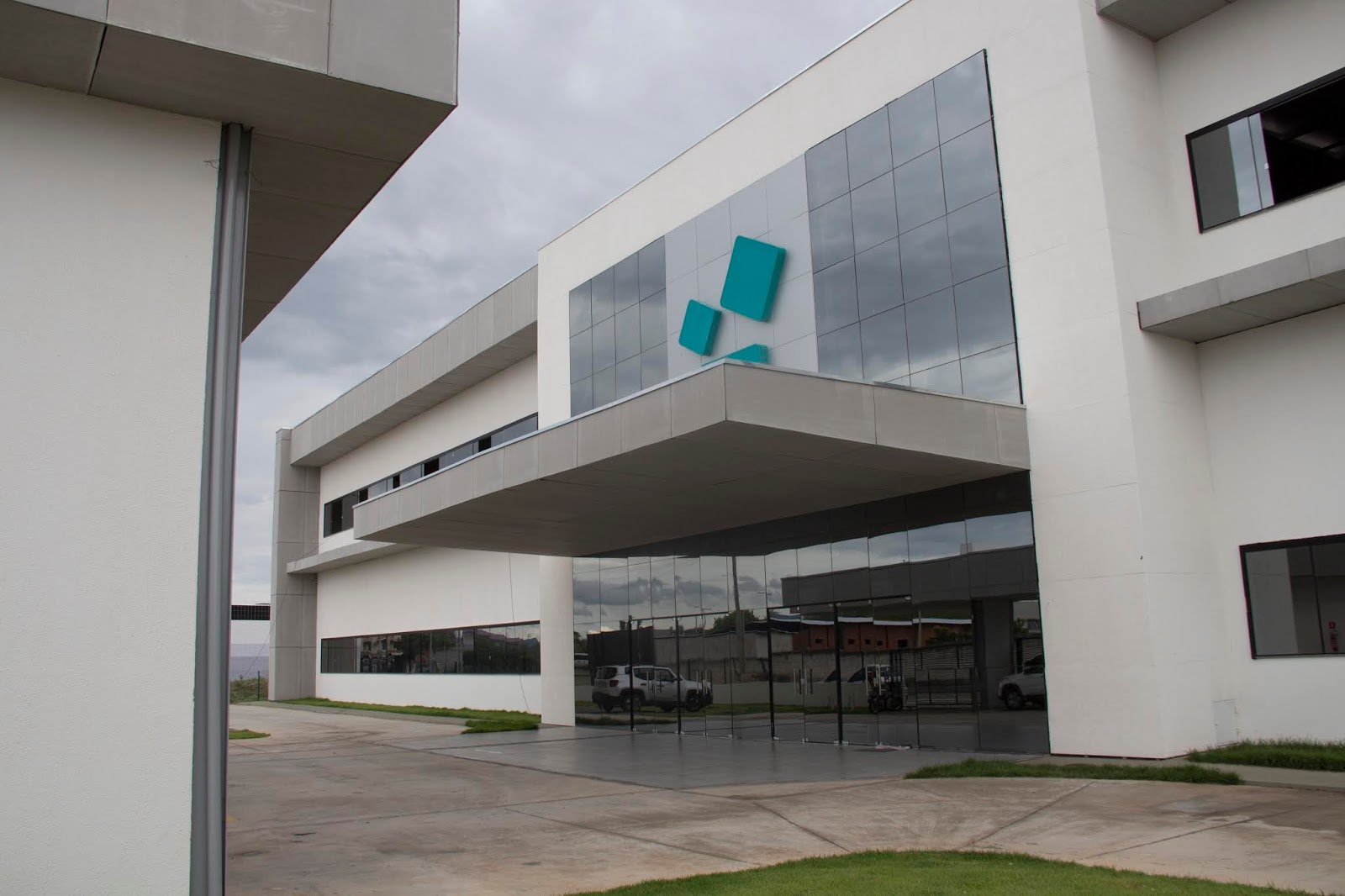
Campus das FIPGuanambi na Bahia.

As FIPGuanambi  é uma instituição voltada atualmente para o ensino de Medicina, sendo credenciada na edição 149 do Diário Oficial da União, nas portarias 744 e 541, no ano de 2018, o projeto oriundo do programa Mais Médicos prevê, também, melhorias para os postos de saúde da região onde os alunos são acompanhados de preceptores desde o primeiro período do curso, internato nos hospitais da região em função do número de leitos disponibilizados pela Prefeitura local, áreas diretamente envolvidas e afetadas pelo avanço tecnológico.